# Sicyopterus eudentatus
Sicyopterus eudentatus es una especie de pez de la familia de los Gobiidae en el orden de los Perciformes.

## Morfología
Los machos pueden llegar a alcanzar los 10,2 cm de longitud total.

## Hábitat
Es un pez  de clima tropical y demersal.

## Distribución geográfica
Se encuentra en Oceanía: Pohnpei (este de las Islas Carolinas,  Micronesia ).

## Observaciones
Es inofensivo para los humanos.